# 大同戲院 (臺東市)
22°45′12″N 121°09′20″E / 22.753427°N 121.155578°E
大同戲院，是位於臺灣臺東縣台東市大同里的電影院，曾為台東地區唯一的戲院，也是該地一些國、高中學校畢業典禮等活動的舉辦場所，2009年因火災關閉，讓台東有近四年無電影院。

## 歷史

### 興盛

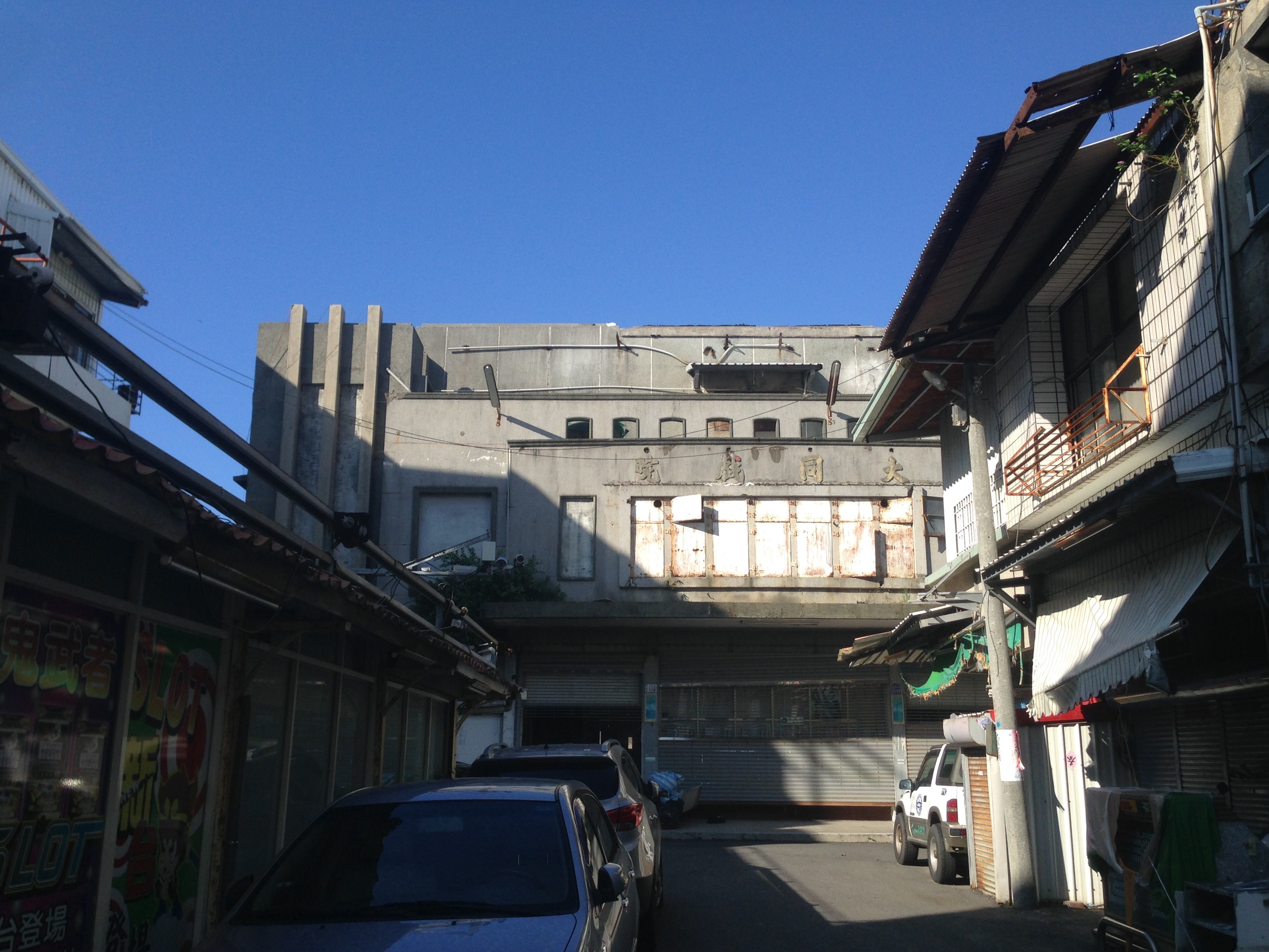
藏身巷弄中的大同戲院。

此戲院位於台東縣台東市大同里中正路129號，1958年成立。建築物建於1958年，為老式鋼筋混凝土建築。
1960到1970年代為台東電影事業的高峰期，每鄉鎮幾乎都有2家以上電影院，連蘭嶼的勵德管訓班也有電影。當時台東並無首輪電影，需等台北院線片下片才會空運到花蓮；等至花蓮放映後，再將帶子以鐵、公路送抵台東，因此台東人能看得已是3、4輪片。
1962年，黛納颱風侵襲台東造成巨大損失。台北扶輪社在此戲院舉行救災義演，邀請剛當選世界小姐第三名的儀、台語片影后白蘭和歌星紫薇同台表演，正東電台廣播人管美綾擔任主持人。
1966年10月25日，臺灣光復節二十一周年，包娜娜父親、正東電台台長包松泉決定在此戲院舉辦一場「光復小姐」選美，為台東第一次選美比賽。共有五十八名參加，一位小學教師獲得冠軍，黃順興台東縣長夫人邱瑞穗親自戴上桂冠。

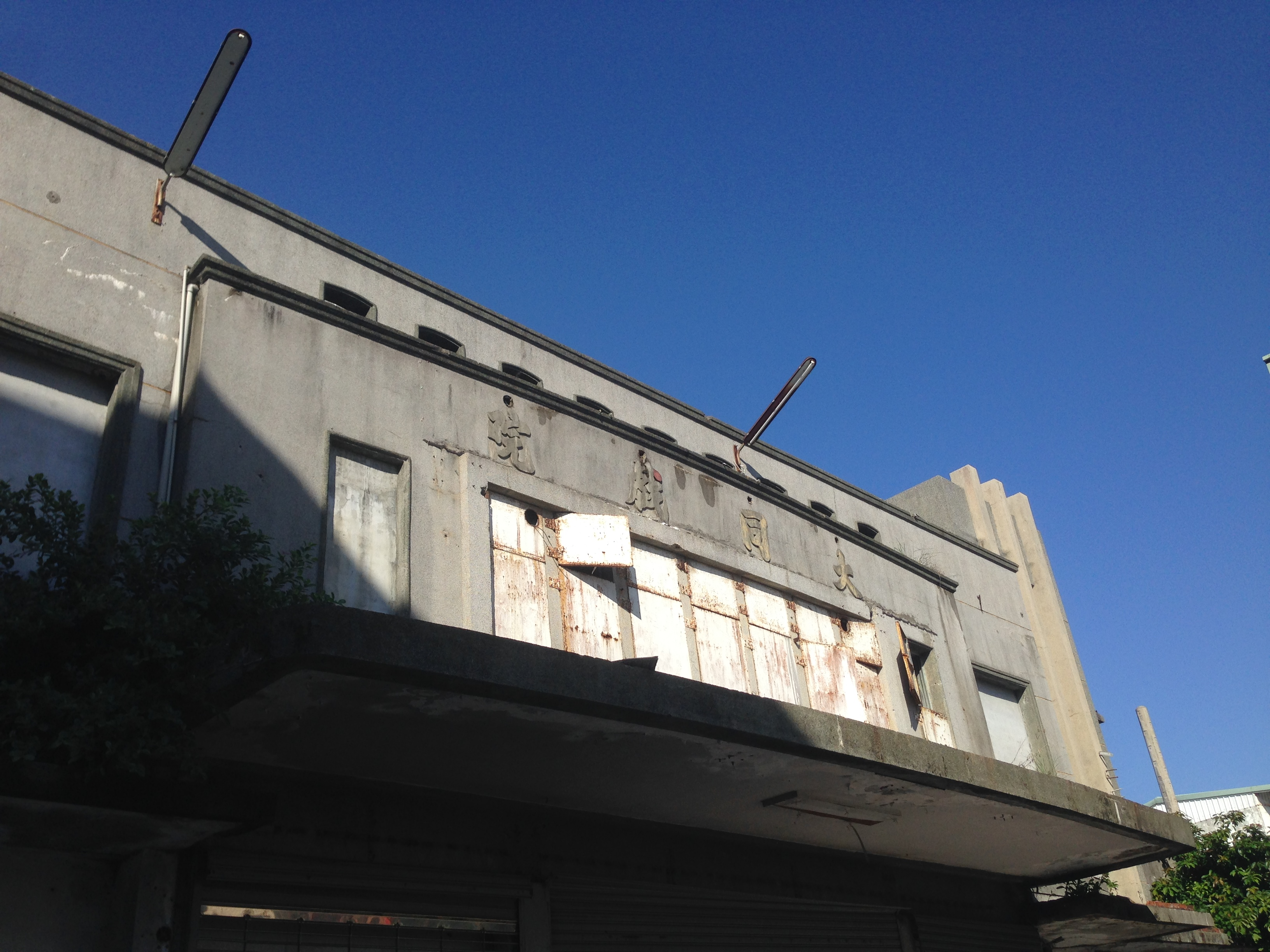
大同戲院二樓

台東有些國高中的畢業典禮也在此戲院舉辦，典禮結束就看電影慶祝。

### 沒落
隨著電視普及和錄影帶興起，台東電影院業衰落，在1980年後台東的電影院逐漸倒閉。1985年，大武戲院關閉，結束台東鄉鎮級的戲院，只留下台東市有4家戲院。
在台東經營電影院的賴姓家族的賴天和曾感嘆，台東市電影院最多達到7家，但惡性競爭，削減票價，導致關門。
大同戲院為了經營曾短暫關閉，將1大廳改成6廳室。1990年董事會改組後從林榮發改由林漢東接手，後由兒子林彰隆負責經營。1991年後，台東僅剩下大同戲院，但台東民眾只能看到下片的院線片。林姓父子接手後改為隔間為多廳的影城式，最多時有十廳，在2000年剩下六廳在勉力經營。2008年，《海角七號》熱潮，台東、金門、澎湖卻皆無院線電影院，有台東人只好去外縣市看。《海角七號》台北下片後才在台東上映，被台東民眾戲稱是「海角100號了」。

### 關閉

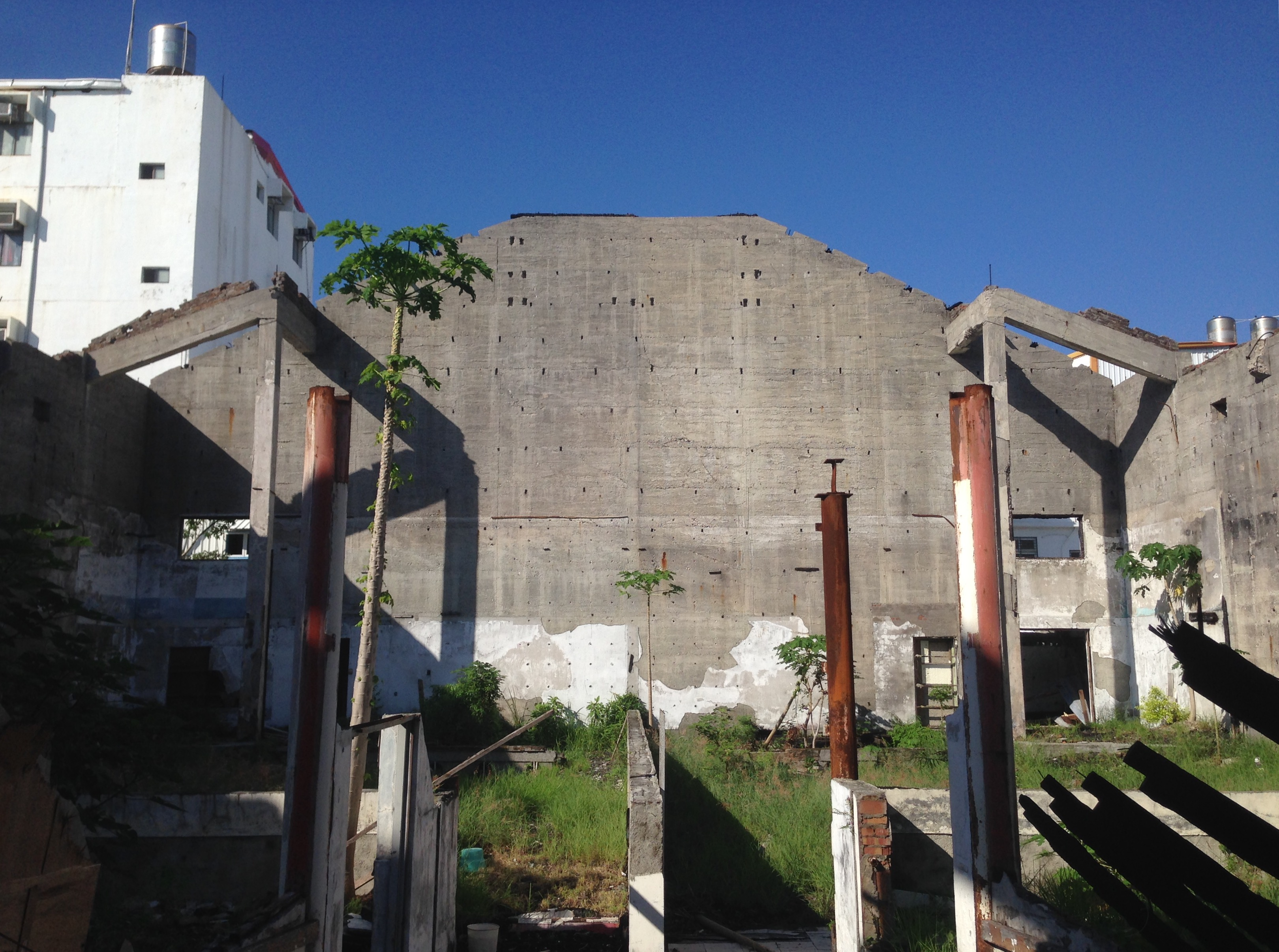
大同戲院遺址

八八水災不久，2009年8月17日夜半，大同戲院火災燒毀。
因大同戲院的70名股東難以整合，重建又不符合經濟效益，大同戲院因此不再重建。廖語晴父親、秀泰影城董事長廖治德得知後，每年寒暑假、聖誕節、春節假期都派員工帶機器下台東，至台東縣文化中心播映電影，直到2013年7月12日秀泰影城在台東市新生路台汽車站原址開幕，才終結台東近四年無電影院時代。
2014年9月，大同戲院正式宣告結束營業。

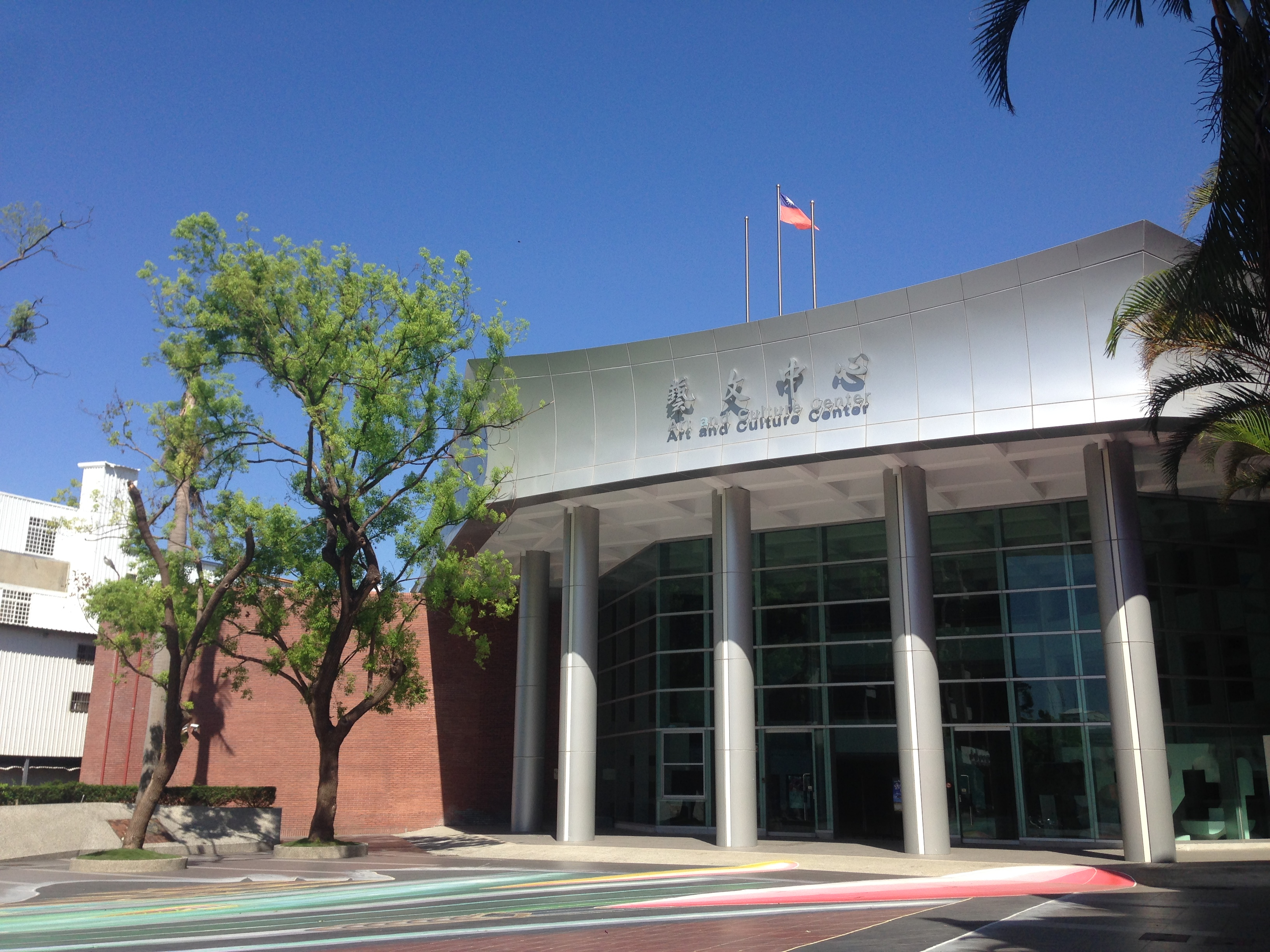
台東文化處藝文中心

由於當地居民多次反應，後牆有倒塌危險，在台東縣政府的判定下為危樓，原訂在2018年6月中旬拆除，後來在當地民眾的反對下暫緩拆除。
2020年12月，大同戲院開始進行拆除作業

## 外部連結
- Datong Theater 大同戲院 - Synapticism （页面存档备份，存于）